# Христо Каварналиев
Христо Николов Каварналиев е български художник, живописец, сред най-изявените български маринисти.

## Биография
Христо Каварналиев е роден в гръцката махала на град Варна на 8 май 1894 г. (а не през 1892 г., както често се твърди). Погрешно се счита, че художникът е родом от Каварна – това се отнася за баща му – Никола, чиито корени водят до Котел или Жеравна.
През 1910 г. той започва образованието си в Художественото индустриално училище (понастоящем Национална художествена академия) в класа на проф. Иван Мърквичка, където учи заедно с Георги Велчев, Стоян Райнов, Никола Кожухаров, Димитър Гюдженов, Борис Митов, Янко Атанасов. Преподаватели на Каварналиев са били и проф. Антон Митов, проф. Иван Ангелов и проф. Ярослав Вешин. Поради три пъти невзет изпит по Декоративно изкуство Каварналиев не се дипломира официално.
През 1914 г. Христо Каварналиев открива първата си изложба в София, от която понастоящем в Националната художествена галерия в София се намират четири гваша. През есента на същата година той влиза в казармата във Варна, през 1915 г. е прехвърлен на Добружанския фронт, където дружи с Александър Мутафов. През 1917 г. е включен в изложбата на български военни художници в Германия и е командирован Берлин, там се среща с Панчо Владигеров.
След края на Първата световна война, през 1919 г. Каварналиев организира втората си самостоятелна изложба в София и участва като учредител на Дружеството на независимите художници в България. Вероятно със средства от откупките от тази изложба художникът успява през 1920 г. да замине за Германия – преминавайки за кратко през Берлин, той се установява в Мюнхен, където специализира в школата на Франц фон Щук, а през 1921 г. пътува до Хамбург.
След като се завръща в България, Каварналиев се присъединява към кръга на Гео Милев, сътрудничи в списанията „Везни“ и „Пламък“, през 1923 г. след като е участвал в основаването на Дома на изкуствата в София през 1920 г., художникът става основоположник на Дома на изкуствата и печата във Варна.
През 1924 г. започват продължилите близо пет години пътувания на Христо Каварналиев – Истанбул, Египет, Хамбург, Любек, Париж, Марсилия, Ница, Соренто, Москва. Между тези пътувания той урежда изложби в България – 1925 г. – „Експресионистична изложба“ в София, 1926 г. – отново в София – изложба с творби от престоя в Германия, самостоятелна графична изложба в Третяковската галерия в Москва, 1928 г. – Варна, в Клуба на адвокатите.
През 1930 г. Христо Каварналиев подрежда над 100 картини в Добрич, по това време в границите на Румъния. От същата година датира и интересната съвместна изложба с шотландеца Уилям Уотсън във Варна. Следват изложбата от 1931 г. в Столарското училище в Русе и тази от 1934 г. в Габрово. През 1935 г. Христо Каварналиев участва в изложбата „100 години Българско изкуство 1820 – 1920“ с два пейзажа от Хамбург, през 1936 г. подрежда изложба в салоните на Варненския народен театър.
През 1937 г. Христо Каварналиев рисува в Созопол и през май месец същата година, след десетгодишно отсъствие, се представя пред софийската публика с изложба в галерия „КООП“, която се е намирала на ул. „Раковски 109“. Созоползският цикъл е представен и във Варна в изложба от края на декември 1937 г.
Христо Каварналиев е мобилизиран за кратко вероятно през 1941 г. , а през 1942 г. пътува за Охрид, на връщане преминава през Рилския мнастир и през октомври същата година в салона на Варненската популярна банка излага творби и от Македония, през 1943 г. патриотичните цикли на художника са изложени и в София.
След 9 септември 1944 г. Христо Каварналиев попада в списъците на „буржоазните художници“, той рисува все по-малко и не подготвя изложби. Умира на 18 май 1951 г.

## Творчество
В изданието на Народния археологически музей в София от 1933 г. „Петдесет години българско изкуство“ Андрей Протич споменава трима маринисти – Александър Мутафов, Йордан Кювлиев и Христо Каварналиев и пише за последния: „Най-голямо разнообразие на морето, с неговите брегове и платноходите, и най-голямо движение на водната, разбунтувана до бесуване стихия, дава Христо Каварналиев. Варненец като Мутафов, но познаващ морето не само от войните, а и от дълги пътувания по Черно и Средиземно море и Атлантическия океан. Каварналиев отдаде голямо място не само на свободното, разлюляно и развълнувано море, не само на скалистия, каменистия и осеян с лозя бряг, но и на майката, жената и челядта на моряка. Това направи Каварналиев фигурен живописец на несигурната и зла участ на моряшкото семейство и неин почти социален тълкувател и агитатор. Каварналиев е от по-младите художници. Той започна да излага едва след всесветската война. Голям популяризатор е чрез слово на крайните експресионисти-комунисти. От техния стил обаче Каварналиев не се е повлиял по-дълбоко и по-рязко в своите фигурни работи.“

## Личен живот
Съпруга на Христо Каварналиев е Жеча Константинова – учителка във Варна, любител – художник.
Каварналиев е активен участник в Българския народен морски сговор.

## Монография
През 2014 г., след спечелен проект и финансово подпомагане от фонд „Култура“ при Община Варна и от галерия „Кавалет“, е издадена монографична книга за художника. Авторът Валерий Д. Пощаров проследява живота и творчеството на Христо Каварналиев и в съпоставителен план е очертава мястото му в палитрата на българската класика. За този си труд Валерий Пощаров получава през 2015 г. награда „Варна“.